# Englisch-Französische Trigonometrische Vermessung

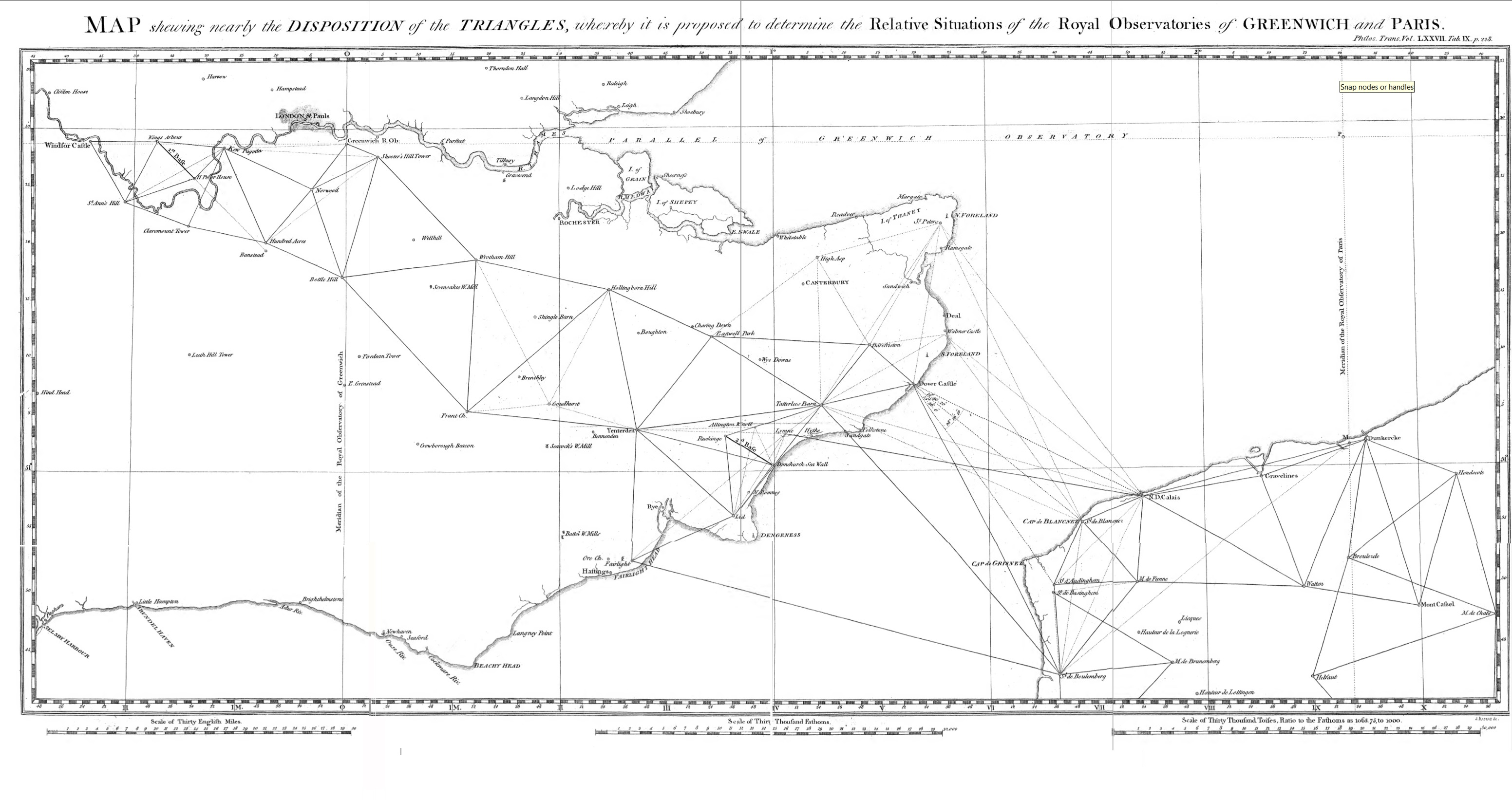
Geplante Triangulation

Die Englisch-Französische Trigonometrische Vermessung (englisch Anglo-French Survey) war eine von 1784 bis 1790 durchgeführte Grundlagenvermessung zur Bestimmung der genauen Lage des Royal Greenwich Observatory im Verhältnis zum Pariser Observatorium.
Sie war die erste Vermessung durch Triangulation in Großbritannien, das damit gleichzeitig mit dem französischen Vermessungsnetz verbunden wurde. Durch sie wurden die Grundlagen für die anschließende Trigonometrische Vermessung von Großbritannien und Irland und die Gründung des Ordnance Survey geschaffen.

## Vorgeschichte
König Ludwig XIV. hatte den Mitgliedern seiner 1666 gegründeten Académie des sciences ausrichten lassen, er wünsche genauere Karten seines Reiches. Darauf begann Jean Picard mit trigonometrischen Vermessungen, die unter dem Leiter des Pariser Observatoriums Giovanni Domenico Cassini fortgesetzt und unter Ludwig XV. von seinem Sohn Jacques Cassini und seinem Enkel César François Cassini de Thury abgeschlossen wurden. Als Ergebnis konnte dieser 1744 und 1747 Karten veröffentlichen, die ganz Frankreich in korrekter Lage darstellten und die Grundlage für die dann begonnene Veröffentlichung der Carte de Cassini bildeten. Bei diesen Vermessungen war auch der Meridian von Paris festgelegt worden, der damals noch verbreitete Nullmeridian.
Cassini de Thury hatte in den Jahren 1761 und 1762 das französische Netz von Straßburg aus durch Triangulationen mit dem Wiener Meridianbogen verbunden.
In Großbritannien gab es 1763 das erste Vorhaben der Regierung, die Insel durch Triangulationen zu vermessen und die zwischen 1747 und 1755 durch William Roy erstellte Map of Scotland in das Dreiecksraster zu integrieren, aber das Vorhaben wurde nicht ausgeführt.

## Cassini de Thurys Memorandum
1783 schrieb César François Cassini de Thury, der auch Mitglied der Londoner Royal Society war, ein Memorandum, in dem er die Richtigkeit der Koordinaten des Royal Greenwich Observatory anzweifelte und vorschlug, von dem französischen Netz aus eine Triangulation über den Ärmelkanal hinweg nach London zu führen, um die genaue Position des Royal Greenwich Observatory zweifelsfrei zu ermitteln.
Das Memorandum wurde König Georg III. übermittelt, der es im Oktober 1783 an Joseph Banks, den Präsidenten der Royal Society, weiterleitete. Dieser bat Charles Blagden, der Cassini de Thury und dessen Sohn bei seiner Parisreise wenige Monate zuvor kennengelernt hatte, um eine Stellungnahme. Blagden äußerte sich eher zurückhaltend; seine Meinung vom Sohn war wesentlich positiver als die vom Vater. Dessen Vorschlag müsse sicherlich ausgeführt werden, aber doch von eigenen Leuten, die ebenso fähig wären und ebenso gute Instrumente hätten. Banks äußerte sich ähnlich gegenüber dem König, der darauf die Royal Society mit dem Projekt beauftragte und dafür 2000 Pfund bewilligte, insbesondere für einen neuen Theodolit. Damit war sichergestellt, dass der Surveyor General William Roy mit der Ausführung der Vermessung beauftragt wurde, der sich schon in der Vergangenheit mehrfach für eine geodätische Vermessung Großbritanniens ausgesprochen, aber nie die finanziellen Mittel dafür erhalten hatte. Im Mai 1784 schrieb Banks an Cassini de Thury, dass der König das Projekt angeordnet habe; man werde eine Basislinie in der Nähe von London ausmessen, aber die Triangulation könne erst später beginnen, da man für sie neue Instrumente benötige. William Roy sei mit der Ausführung des Projektes beauftragt. Cassini de Thury antwortete im Juni, man möge inzwischen doch Leute schicken, um die Eignung der Vermessungspunkte an der französischen Küste zu überprüfen. Cassini de Thury starb im September 1784. Nevil Maskelyne, der Leiter des Royal Greenwich Observatory, erfuhr von dem Memorandum offiziell erst nach dessen Tod.

## Die Vermessung

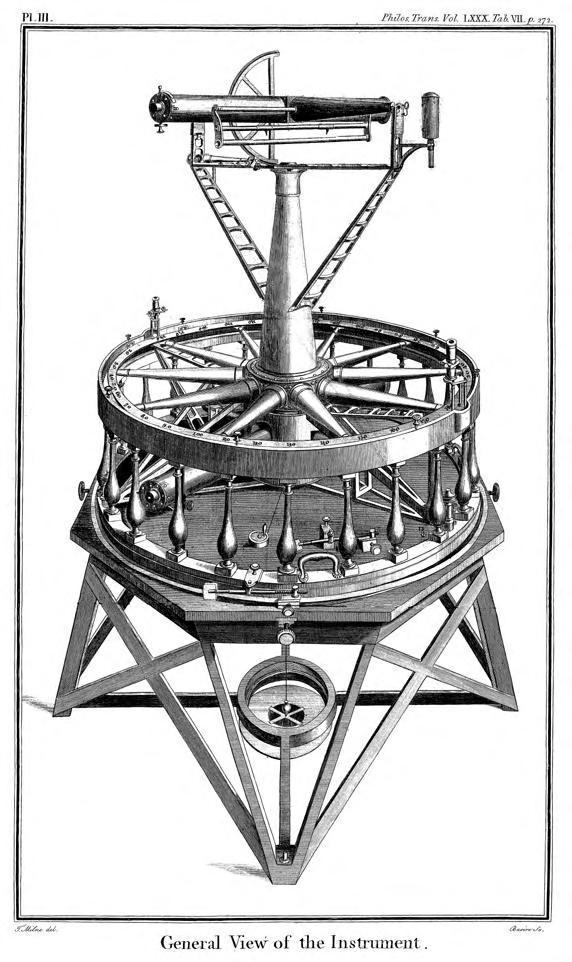
Ramsdens 1787 ausgelieferter Theodolit

William Roy begann die Vermessung im Sommer 1784 mit der Messung einer Basislinie in der Hounslow Heath, damals eine fast menschenleere Ebene im Westen von London. Die insgesamt 4½ Monate dauernde Messung wurde mit den damals üblichen Kiefernlatten begonnen, aber nach einiger Zeit mit Glasröhren wiederholt, die einen geringeren Ausdehnungskoeffizienten als die später in der Romney Marsh verwendeten Metallketten hatten und mit denen sich daher wesentlich genauere Ergebnisse erzielen ließen. Sie wurden auf justierbaren Gestellen exakt waagerecht hintereinander gelegt und ihre Temperatur laufend gemessen. Für diese Basislinie wurde Roy im darauffolgenden Jahr von der Royal Society mit der Copley-Medaille ausgezeichnet.
Die nächsten drei Jahre wartete man darauf, dass Jesse Ramsden mit seiner rund 40 Mann starken Werkstatt den bestellten Theodolit liefern würde. Es sollte das beste Instrument seiner Zeit werden, aber Ramsden hatte wohl die mit der Herstellung verbundenen Schwierigkeiten nicht richtig eingeschätzt. Für das benötigte Flintglas hatten damals die Glashütten in Cork, Irland und Birmingham ein Monopol.
Roy nutzte die Zeit, um geeignete Vermessungspunkte zu finden und die Vermessung Frankreichs durch Cassini de Thury kritisch nachzuvollziehen. In dem Bericht an die Royal Society befasste er sich außerdem mit der Erdfigur, der großen wissenschaftlichen Frage seiner Zeit, und mit verschiedenen Meridianbögen.
Währenddessen hatte der Comte de Cassini die Position seines verstorbenen Vaters übernommen.
Im Sommer 1787 blieb Roy nur die Zeit für wenige Triangulationen von seiner Basislinie aus. Im September traf er sich mit Cassini, Pierre Méchain und Adrien-Marie Legendre in Dover, um die Einzelheiten abzustimmen, insbesondere die Zeiten der nächtlichen Leuchtsignale, ohne die Beobachtungen über die großen Entfernungen nicht möglich gewesen wären. Wegen der fortgeschrittenen Jahreszeit konzentrierten sich beide Seiten nun auf die Vermessung an der Küste und über den Ärmelkanal hinweg. Zwischen Oktober und Dezember wurde eine zweite Basislinie in der Romney Marsh gemessen. Bis zum Jahresende konnten noch einige Dreiecke vermessen werden, dann wurde das Wetter dauerhaft zu schlecht. 1788 wurden die noch fehlenden Triangulationen ausgeführt und außerdem eine Verbindung zur St Paul’s Cathedral vermessen.

## Abschlussbericht
In seinem Abschlussbericht von 1790 erläuterte Roy die Koordinaten der beiden Observatorien und die Daten der einzelnen Triangulationen. Außerdem vermerkte er die Koordinaten zahlreicher Orte, in der Hoffnung, dass sie für eine zukünftige Landesaufnahme nützlich wären.
Den Winter vor der Fertigstellung des Berichts verbrachte er auf Anraten seiner Ärzte in Portugal. Nach seiner Rückkehr gelang es ihm nicht mehr, den Bericht druckfertig zu machen. Er starb am 1. Juli 1790 in London. Sein Bericht wurde danach von Isaac Dalby veröffentlicht, der schon die trigonometrischen Berechnungen organisiert hatte.
Im Jahr darauf begann die Trigonometrische Vermessung von Großbritannien und Irland.